# Paola Pezzo
Paola Pezzo (Bosco Chiesanuova, 8 januari 1969) is een Italiaanse mountainbikester. In 1993 en 1997 werd zij wereldkampioene mountainbike. Daarnaast veroverde ze tweemaal de olympische titel, in 1996 (Atlanta) en in 2000 (Sydney).
Na een lange afwezigheid in verband met zwangerschap en de geboorte van een tweede kind, is Pezzo in 2008 weer begonnen met mountainbiken. Pezzo maakte eerder in 2004 ook al een comeback.
Pezzo behaalde haar grootste successen met het Gary Fisher mountainbike team. Naast het mountainbiken heeft ze twee fietswinkels in Italië.

## Belangrijkste overwinningen
- 2000 Olympische Spelen - Sydney
- 1999 Europees kampioenschap
- 1997 Wereldkampioenschap
- 1997 Wereldbeker (overall winnaar)
- 1996 Europees kampioenschap
- 1996 Olympische Spelen - Atlanta
- 1994 Europees kampioenschap
- 1993 Wereldkampioenschap

1996: Paola Pezzo ·
2000: Paola Pezzo ·
2004: Gunn-Rita Dahle ·
2008: Sabine Spitz ·
2012: Julie Bresset ·
2016: Jenny Rissveds ·
2020: Jolanda Neff ·
2024: Pauline Ferrand-Prévot